# Nowa Sarzyna
Nowa Sarzyna (udtale: [ˈnɔva saˈʐɨna]; ukrainsk: Но́ва Сажи́на, romaniseret: Nóva Sazhýna)  er en by i den nordlige del af  Voivodskabet Nedrekarpater i det sydøstlige Polen.  Rzeszów  har 5.599(2021) indbyggere og et areal på 9,15 km².  Den er en del af   powiatet (amt) Leżajsk.
Den har  det meste af sin historie været en landsby, der i det 16. og 17. århundrede var plaget af hyppige invasion af tatarer.
Opbygningen af Nowa Sarzyna (Nye Sarzyna) var i slutningen af 1930'erne for at huse arbejdere fra et nyt kemisk anlæg, bygget som en del af Polens Centrale Industriregion (Centralny Okreg Przemyslowy). Byen ligger på jord, der tidligere tilhørte landsbyen Sarzyna. Byrettigheder blev givet i 1973. Det kemiske anlæg fungerer fortsat i dag som Zakłady Chemiczne "Organika-Sarzyna" S.A. og er byens største arbejdsgiver.